# Велика Британія на літніх Олімпійських іграх 1904
Велика Британія на літніх Олімпійських іграх 1904 року була представлена шістьма спортсменами у трьох видах спорту. Країна зайняла шосте місце у загальнокомандному заліку.
На той час Ірландія була частиною Великої Британії, МОК класифікує цих спортсменів як британців.
З огляду на цю класифікацію, варто зазначити, що Том Кілі, який здобув золото у багатоборстві з легкої атлетики, відмовився від пропозицій британських та американських чиновників оплатити його поїздку та компенсувати витрати, сам оплатив свій шлях і наполягав, що представляє Ірландію. Спірне питання громадянства Кілі має історичне значення для британського олімпізму, адже саме його золота медаль дозволяє Великій Британії стверджувати, що вона є єдиною країною, яка здобувала щонайменше одну золоту медаль на кожних літніх Олімпійських іграх.
Джон Голлоуей кілька років тому емігрував із Банши до США і, як і Кілі, виступав у зеленій формі з трилисником. Холловея деякі джерела вважають британцем, тоді як Irish Whales (укр. Ірландські кити) які представляли американські клуби зараховуються до американців.

## Медалісти

### Золото
|   |            |                                |
| № | Спортсмени | Вид спорту (дисципліна)        |
| 1 | Том Кілі   | Легка атлетика (десятиборстві) |

### Срібло
|   |            |                                                   |
| № | Спортсмени | Вид спорту (дисципліна)                           |
| 1 | Джон Дейлі | Легка атлетика (біг на 2590 метрів з перешкодами) |

## Результати змагань

### Гольф
| Змагання         | Спортсмени        | Кваліфікація | Кваліфікація | Перший раунд              | Другий раунд              | Чвертьфінал        | Півфінал           | Фінал              |
| Змагання         | Спортсмени        | Результат    | Місце        | Суперник Результат        | Суперник Результат        | Суперник Результат | Суперник Результат | Суперник Результат |
| ---------------- | ----------------- | ------------ | ------------ | ------------------------- | ------------------------- | ------------------ | ------------------ | ------------------ |
| Одиночний розряд | Сімпсон Фуліс     | 174          | 16           | Генрі Поттер (USA) виграв | Деніел Соєр (USA) програв | не пройшов         | не пройшов         | не пройшов         |
| Одиночний розряд | Фредерік Ньюберрі | 201          | 54           | не пройшов                | не пройшов                | не пройшов         | не пройшов         | не пройшов         |

### Легка атлетика
| Змагання                         | Спортсмен     | Фінал     | Фінал |
| Змагання                         | Спортсмен     | Результат | Місце |
| -------------------------------- | ------------- | --------- | ----- |
| Біг на 2590 метрів з перешкодами | Джон Дейлі    | 7:40,6    | 2     |
| Десятиборство                    | Том Кілі      | 6036      | 1     |
| Десятиборство                    | Джон Голлоуей | 5237      | 4     |

### Фехтування
| Змагання | Спортсмен       | Півфінал | Півфінал | Фінал      | Фінал      |            |
| Змагання | Спортсмен       | Перемог  | Місце    | Перемог    | Місце      |            |
| -------- | --------------- | -------- | -------- | ---------- | ---------- | ---------- |
| Рапіра   | Вілфред Голройд | 1        | 3        | не пройшов | не пройшов | не пройшов |